# Quemaque (Erzinjane)
Quemaque (em turco: Kemah; em curdo: Kemax) ou Camaque (em armênio: Կամախ; romaniz.: Kamaχ) é uma cidade da província de Erzinjane, na Turquia. É a sede do distrito de Quemaque e tinha uma população de 2 929 pessoas em 2022.

## História
É possível que Quemaque seja o sítio da antiga cidade de Cumaca (Kummaha), que aparece nos registros hititas. Séculos depois, era a importante fortaleza e cidade santa de Ani (Անի), sede do distrito de Daranália. Provavelmente deve ser a Atua (*Anua) mencionada por Ptolemeu. Nela existiam templos dedicados a Anaíte e Aramasde (associado a Zeus) e aparentemente foi a primeira capital do Reino da Armênia Menor no rescaldo da Paz de Apameia (188 a.C.). Séculos depois, foi sede da necrópole dos reis arsácidas da Armênia até sua eventual destruição pelos iranianos do Império Sassânida. Segundo Fausto, o Bizantino, a necrópole foi tomada com apoio do nobre armênio (nacarar) Meruzanes I, que ajudou os atacantes romperam as defesas de Ani e pilharam a fortificação e as tumbas dos reis arsácidas, exceto a de Sanatruces I.
Durante o início da Idade Média, sob o nome de Camaca / Camacão (em grego: Κάμαχα, Κάμαχον; romaniz.: Kámacha, Kámachon), foi uma fortaleza fronteiriça estrategicamente importante nas guerras entre o Império Bizantino e os Califados Omíada e Abássida. Caiu pela primeira vez aos muçulmanos em 679 e mudou de mãos frequentemente até meados do século IX (cf. Cerco de Camaca), quando o controle bizantino foi consolidado. De acordo com Constantino VII, no final do século IX formou uma turma no tema de Coloneia. Sob o imperador Leão VI, o Sábio (r. 886–912), foi unida ao distrito de Celtzena para formar o novo tema da Mesopotâmia. Pouco se sabe sobre o sítio depois disso, exceto que era a sede de um bispado chamado "Armênia". Os bizantinos perderam o controle da área após a Batalha de Manzicerta em 1071.
O desfiladeiro de Quemaque foi palco de massacres durante o genocídio armênio. Em um caso, 25 mil armênios foram mortos num dia ao jogar as vítimas de um desfiladeiro íngreme no rio Eufrates.